# The Bends (canção)
"The Bends" é uma canção da banda inglesa Radiohead, lançada em seu segundo álbum de estúdio, The Bends, de 1995.

## Composição
"The Bends" é uma das primeiras canções compostas pelo Radiohead, originalmente com o título "The Benz". Foi composta principalmente pelo vocalista Thom Yorke, embora creditada a todos os membros da banda, antes da gravação de seu álbum de estreia, Pablo Honey (1993). Yorke disse em uma entrevista de 1995: "['The Bends'] é uma daquelas músicas que eu estava divagando e simplesmente despejei todo esse lixo na música. Então tudo começou a acontecer, o que foi um pouco estranho. Eu estava completamente tirando sarro quando escrevi. Então a piada começou a ficar um pouco tênue". O Radiohead também tocou "The Bends" ao vivo inúmeras vezes antes do lançamento. O baixista Colin Greenwood descreveu a canção como uma "perene e resistente canção favorita de tocar ao vivo todos os anos, fielmente gravada ao vivo".
Em 1992, o Radiohead gravou uma demo de 4 faixas para "The Bends" durante as sessões de Pablo Honey. Yorke apresentou a demo ao coprodutor Paul Q. Kolderie no final das sessões, mas a guardou para o próximo álbum. Em março de 1993, a banda gravou outra demo com seu engenheiro de som ao vivo, Jim Warren, no Courtyard Studios em Oxfordshire, durante a mesma sessão que produziu "High and Dry". Após o término da turnê de Pablo Honey, eles enviaram a demo ao produtor John Leckie para trabalhar naquele que seria seu próximo álbum, The Bends.

## Posição nas paradas musicais
| Parada (1996)  | Melhor posição |
| -------------- | -------------- |
| Irlanda (IRMA) | 26             |